# Konstantin Asseïev
Alekseï Borissovitch Vyjmanavine (en russe : Константин Николаевич Асеев) est un joueur d'échecs soviétique puis russe né le 20 octobre 1960 à Novokouznetsk (appelée Stalinsk jusqu'en 1961) et mort le 22 août 2004 à Saint-Pétersbourg.

## Biographie et carrière

### Championnats d'URSS et de Russie
Il participa quatre fois à la finale du championnat d'URSS : en 1984, il marqua 7 points sur 17, puis, en 1989, il fut 8e-9e du championnat d'URSS d'échecs. L'année suivante, lors de l'avant-dernier championnat de l'union soviétique, il termina à la dernière place ex æquo avec 4 points sur 11. En 1991, il marqua la moitié des points (5,5/11).
En 1992, il reçut le titre de grand maître international. 
Il finit deuxième ex æquo du championnat de Russie 2000 (troisième au départage), puis quatrième ex æquo en 2001. En 2001, il finit à la 24e place du championnat d'Europe d'échecs individuel. Grâce à ce résultat, il fut qualifié pour participer au championnat du monde de la Fédération internationale des échecs 2001-2002 à Moscou où fut battu au premier tour par Mikhaïl Kobalia.
Asseïev termina deuxième du mémorial Alekhine en 1992 devant entre autres Vladimir Kramnik. 

### Victoires dans les tournois
Konstantin Asseïev remporta le tournoi national de Léningrad 1984-1985 devant Khalifman et Epichine.
En 1989, il remporta les  tournois de Daugavpils avec 10 points sur 14 et le tournoi international de Léningrad avec 9 points sur 13 devant Youdassine et Khalifman.
Il gagna le tournoi national de Sotchi en 1993 avec 9,5 points sur 13.
En 1997, il finit 1er-3e du championnat de Saint-Pétersbourg (victoire de Khalifman au départage).
Son meilleur classement Elo fut de 2 591 points, en juillet 2001. Il  mourut à Saint-Pétersbourg en 2004, à l'âge de 43 ans après une longue maladie.